# Вади-эд-Дахаб-эль-Кувира
Вади-эд-Дахаб-эль-Кувира (араб. وادي الذهب لكويرة‎) — до 2015 года одна из шестнадцати областей Марокко. В сентябре 2015 в рамках административной реформы переименована в Дахла — Вади-эд-Дахаб. Полностью расположена на спорной территории Западной Сахары. Организация Объединённых Наций и большинство стран не признают марокканский суверенитет над областью.
Территория 50 880 км², население 99 367 чел. (перепись 2004). Административный центр — прибрежный город Дахла, прежде известный как Вилья-Сиснерос.

## Этимология
Название области происходит от местных названий исторической области Рио-де-Оро (wādī-að-ðahab) и поселения Агуэра, чье сочетание в переводе на русский язык означает золотая река и низкие горы.

## Административное деление
Область делится на одну префектуру и одну провинцию:
- Префектура Аусерд
- Провинция Вади-эд-Дахаб